# The Other One
The Other One è il quarto album in studio del gruppo musicale giapponese Babymetal, pubblicato il 24 marzo 2023.

## Tracce
1. Metal Kingdom – 5:51
2. Divine Attack (Shingeki) – 3:39
3. Mirror Mirror – 3:50
4. Maya – 3:23
5. Time Wave – 4:50
6. Believing – 3:47
7. Metalizm – 3:34
8. Monochrome – 3:57
9. Light and Darkness – 4:04
10. The Legend – 4:18

## Formazione
- Suzuka Nakamoto – voce
- Moa Kikuchi – cori